# Danito Parruque
Danito Parruque (5 giugno 1983) è un ex calciatore mozambicano, di ruolo centrocampista.

## Carriera

### Club
Ha sempre giocato nel campionato mozambicano.

### Nazionale
Conta 29 presenze con la nazionale del suo paese.